# Grillparzerbrücke

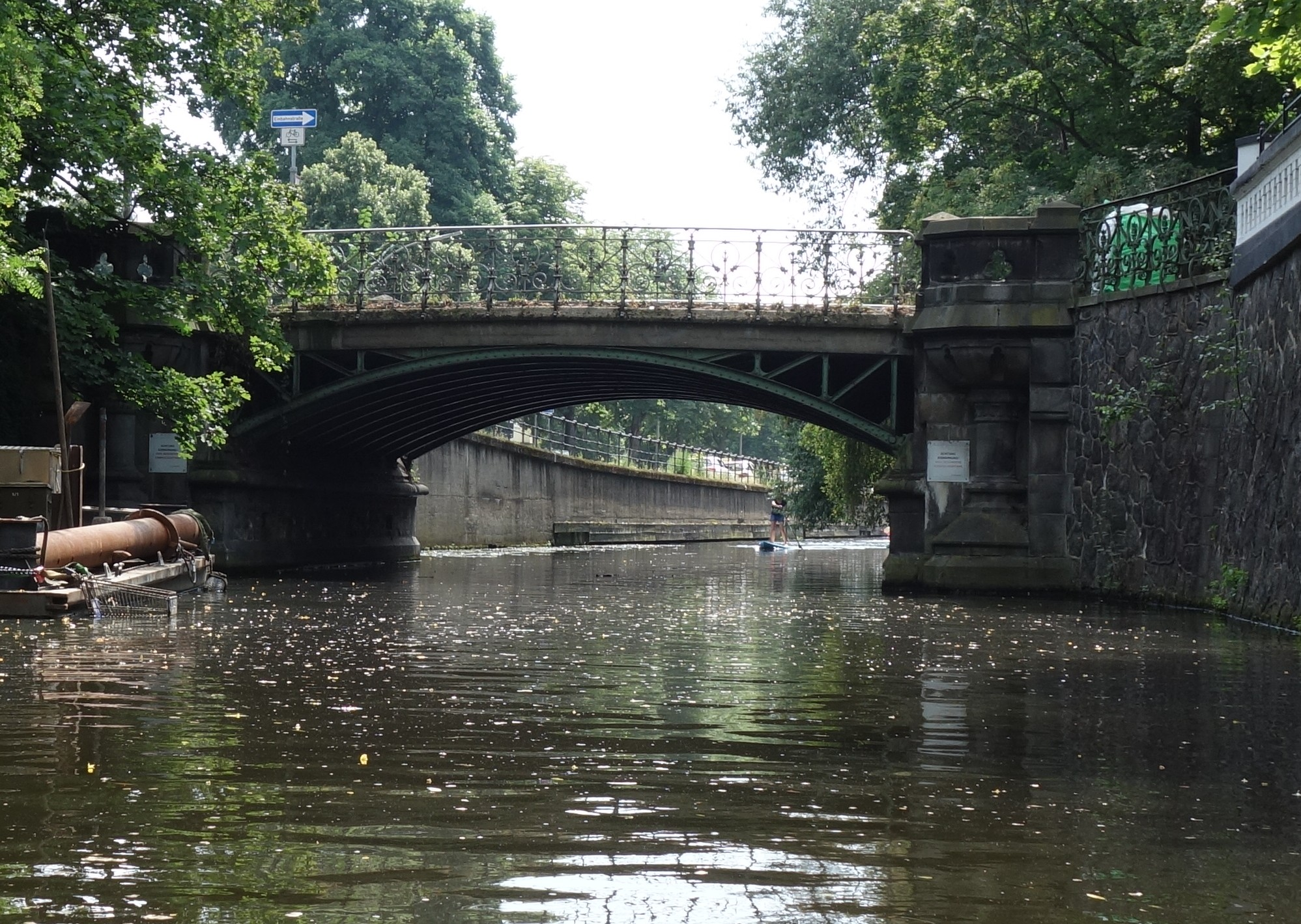
Grillparzerbrücke

Auf der Grillparzerbrücke überquert die Straße Am Langenzug im Hamburger Stadtteil Uhlenhorst den Hofwegkanal nahe der Mündung der Osterbek, die an dieser Stelle in die „Langer Zug“ genannte Alsterbucht mündet. Die Straßenbrücke ist nach der nahen Grillparzerstraße benannt, deren Name auf den österreichischen Dichter Franz Grillparzer zurückgeht.
Bei der Grillparzerbrücke handelt es sich um eine Fachwerk-Bogenbrücke. Sie ist 8,40 m lang, 12 m breit und verfügt über Widerlager aus massivem Naturstein-Mauerwerk. Im Jahr 2017 wurde aufgrund erheblicher Schäden an den Widerlagern und den Flügelwänden eine Sanierung der Brücke notwendig.
Die im Jahr 1893 errichtete Grillparzerbrücke ist als Baudenkmal mit der Nummer 20570 in der Denkmalliste der Hamburger Kulturbehörde aufgeführt.